# Bee Gees The Very Best Of
A  Bee Gees The Very Best Of című lemez a Bee Gees  együttes ausztráliai LP válogatáslemeze.

## Az album dalai
1. To Love Somebody (Barry és Robin Gibb) – 2:57
2. Massachusetts (Barry, Robin és Maurice Gibb) – 2:19
3. Words (Barry, Robin és Maurice Gibb) – 3:13
4. I've Got To Get A Message To You (Barry, Robin és Maurice Gibb) – 2:55
5. I Started A Joke (Barry, Robin és Maurice Gibb) – 3:06
6. First Of May  (Barry, Robin és Maurice Gibb) – 2:46
7. I.O.I.O. (Barry Gibb, Maurice Gibb) – 2:44
8. How Can You Mend A Broken Heart (Barry és Robin Gibb) – 3:55
9. Run To Me  (Barry, Robin és Maurice Gibb) – 3:01
10. More than A Woman (Barry, Robin és Maurice Gibb) – 3:15
11. Jive Talking (Barry, Robin és Maurice Gibb) – 3:43
12. You Should Be Dancing  (Barry, Robin és Maurice Gibb) – 4:48
13. How Deep Is Your Love (Barry, Robin és Maurice Gibb) – 4:02
14. Stayin' Alive (Barry, Robin és Maurice Gibb) – 4:45
15. Night Fever (Barry, Robin és Maurice Gibb) – 3:30
16. Too Much Heaven (Barry, Robin és Maurice Gibb) – 4:54
17. Tragedy (Barry, Robin és Maurice Gibb) – 5:01

## Közreműködők
- Bee Gees